# Ulica Wybrzeże Gdańskie w Warszawie

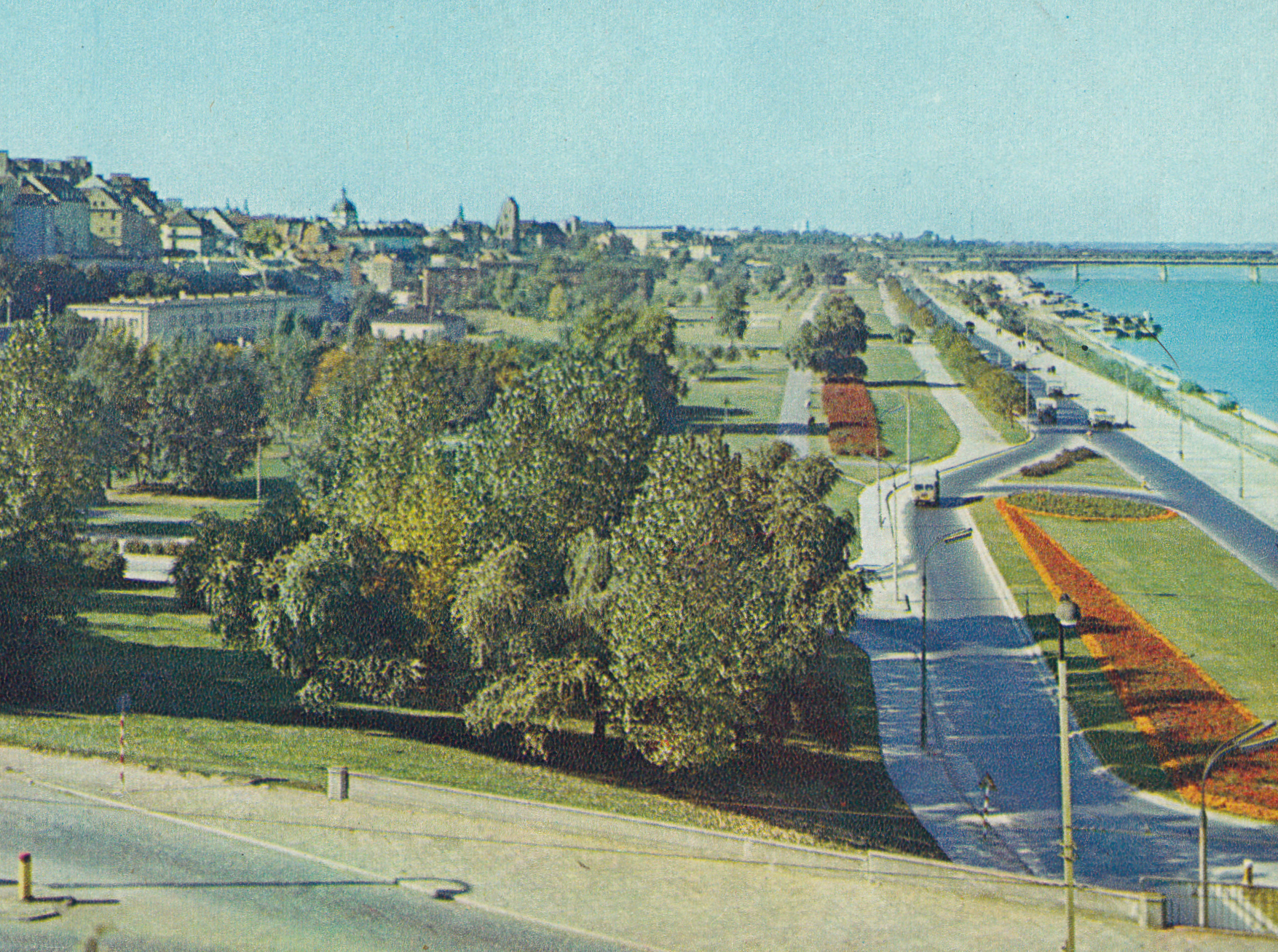
Ulica w latach 60. XX wieku

Ulica Wybrzeże Gdańskie – ulica biegnąca wzdłuż lewego brzegu Wisły w warszawskiej dzielnicy Śródmieście. Jest częścią Wisłostrady.

## Historia
Ulicę wybudowano na terenie dawnego koryta Wisły. W XVIII na tym terenie powstawały tamy na których osadzał się wydobywany tu piasek; wiązało się to z zamulaniem się koryta rzeki i odsuwaniem się linii brzegowej. Po roku 1770 na wysokości ul. Bugaj utworzono port, wraz z basenami portowymi i chroniącym całość falochronem. Port ów używany był do początków XIX wieku, kiedy to w związku z jego zamuleniem i silnym spłyceniem został zlikwidowany. W podobnym czasie przy końcowym odcinku ulicy na rzece stało kilkanaście pływających młynów wodnych zwanych pływakami, jednak zwałka śmieci i gruzu odsunęła w tym czasie rzekę od Nowego Miasta.
Początkowy odcinek ulicy, przy moście Kierbedzia zwano wówczas ulicą Nadbrzeżną; dalszy, końcowy odcinek przy moście przy Cytadeli – ul. Brzegową. Wspólną dla obu odcinków obecną nazwę nadano w roku 1919. W roku 1920 przy moście Kierbedzia umocniono brzegi, zaś po tym czasie podobne prace zmierzające do zwężenia rzeki i wzmocnienia brzegu prowadzono za linią ulicy Boleść. Dzięki tym pracom przy brzegu wkrótce zaczęły cumować liczne barki i łodzie; statki pasażerskie i towarowe.
Około roku 1928 wzdłuż ulicy położono tory kolejowe biegnące od dworca Warszawa Gdańska do Elektrowni Warszawskiej.
W latach 1935–1939 z inicjatywy komisarycznego prezydenta Warszawy Stefana Starzyńskiego nad brzegiem Wisły wybudowano długi na 500 metrów bulwar, biegnący na północ od mostu Kierbedzia do mostu przy Cytadeli. Wraz z początkiem budowy bulwaru ulica Wybrzeże Gdańskie otrzymała asfaltową nawierzchnię, co uczyniło ją dogodną drogą dojazdową do nowej dzielnicy Żoliborz. 
W okresie okupacji niemieckiej ulicy nadano niemiecką nazwę Gotenhafener Ufer. 
W latach 1972–1975 ulica stała się częścią Wisłostrady.
Od 1985 roku do drugiej połowy lat 90. stanowiła fragment ówczesnej drogi krajowej nr 724, następnie drogi wojewódzkiej nr 724. Do stycznia 2014 roku stanowiła fragment drogi krajowej nr 7.

## Ważniejsze obiekty
- Stare Miasto w Warszawie
- Pomnik Prezydentów Wielkiej Warszawy
- Nowe Miasto w Warszawie
- Multimedialny Park Fontann
- Park Romualda Traugutta
- Pomnik Nauczycieli
- Fort Legionów Cytadeli Warszawskiej